# 慎本真
慎本 真（しんもと しん、1988年9月13日 - ）は、日本の漫画家、YouTuber。東京都出身。血液型はA型。東京工芸大学マンガ学科出身。2019年から「COMICポラリス」（フレックスコミックス）にて『推しが我が家にやってきた！』を連載している。代表作は『SSB -超青春姉弟s-』、『好きです、となりのお兄ちゃん。』、『推しが我が家にやってきた！』。子供がおり、育児をしながら漫画を執筆している。

## 来歴

### デビュー
東京工芸大学に進学し、1年の時には漫画の執筆や同人活動を楽しんでいたが、2年になり焦り始め、漫画の投稿を開始した。1年の投稿期間で5本の作品を描いたという。漫画の投稿を開始して1年が経ったという2009年、3年の時に『ほほえんで、ミドリ君』が第51回LMGゴールドデビュー賞を受賞。
2011年9月、誉田哲也の原作による小説『アクセス』のコミカライズを『黒LaLa』に掲載し、シリーズを開始。

### 『SSB-超青春姉弟s-』の連載
2012年11月22日、『COMICポラリス』にて『SSB -超青春姉弟s-』の連載を開始。同作がテレビアニメ化され、『Super Seisyun Brothers-超青春姉弟s-』のタイトルで2013年9月から12月まで放送。
2014年7月、『シルフ』（アスキー・メディアワークス）2014年9月号より『本日ハ、馬ナリ。』の連載を開始。2016年12月、『なかよし』（講談社）2017年1月号より『先輩!今から告ります!』の連載を開始。
2017年4月20日、『SSB -超青春姉弟s-』のスピンオフである『SSB -超青春兄妹s- PLUS』の連載を開始。後に『好きです、となりのお兄ちゃん。』へ改題。同年9月2日、『SSB -超青春姉弟s-』の単行本第9巻の発売を記念し、トークショー「「SSB fes!2017」トーク&カフェ!」を開催。
2018年10月28日には、同年10月15日から27日に開催された『SSB -超青春姉弟s-』カフェイベントに関連するイベント「トークカフェ」に出演。

### 新たな連載の開始
2019年1月24日より『COMICポラリス』にて『推しが我が家にやってきた!』の連載を開始。同年2月16日にフジテレビにて放送の「22世紀計画『妄想!わがまマンガ』」では芸能人の妄想を漫画化する内容となっており、ガンバレルーヤのよしこの妄想担当として本人も漫画の執筆に参加。
2019年7月6日より『マンガPark』（白泉社）にて『不祥事アイドル』の連載を開始。同年8月31日に大阪・ロフトプラスワンWESTにて、『推しが我が家にやってきた!』第1巻の発売を記念したトークイベント「〜慎本真がロフトプラスワン ウエストにやってきた!〜」を開催。同年11月23日には、画業10周年を記念したトークショーを開催。

### YouTubeチャンネルを開設
2020年1月9日にYouTubeのチャンネルを開設し、アシスタントのエスくんと共に初心者のための絵の描き方などを教えている。同年9月5日より、さやわかが主任講師を務めるマンガ家育成スクール「ゲンロン ひらめき☆マンガ教室」第4期のゲスト講師を務める。同年、『推しが我が家にやってきた!』が「ebookjapanマンガ大賞2021」にノミネートされる。

## 作品リスト

### 漫画作品

#### 連載
- 六ッ谷怪談シリーズ（『LaLaspecial』2010年12月号、『LaLaDX』2011年1月号、3月号）
- アクセス（原作：誉田哲也、『黒LaLa』[10]、『LaLaDX』2011年11月号 - 2012年9月号）
- 君といただきます（『LaLa』2012年9月号 - 11月号[27]）
- SSB -超青春姉弟s-（『COMICポラリス』2012年11月22日[11] - 2018年10月11日）
  - 好きです、となりのお兄ちゃん。（『COMICポラリス』2017年4月20日[16] - 2024年4月25日[28]） - 連載当初のタイトルは「SSB -超青春兄妹s- PLUS」[17]。
- 本日ハ、馬ナリ。（『シルフ』2014年9月号[14] - 2015年1月号）
- 先輩!今から告ります!（『なかよし』2017年1月号[15] - 2019年6月号[29]）
- 推しが我が家にやってきた！（『COMICポラリス』2019年1月24日[8] - 連載中）
- 不祥事アイドル（『マンガPark』2019年7月6日[21] - 2021年）

#### 読み切り
- ほほえんで、ミドリ君（『LaLaspecial』2009年8月号）
- 青春メイト（『LaLaDX』2009年11月号）
- マリアに死神（『LaLaDX』2010年1月号）
- 悪役スパイス（『LaLaspecial』2010年2月号）
- 京男に東女ちゃん（『LaLaDX』2010年5月号）
- スーパー出来損ないヒーロー（『LaLaDX』2011年7月号）
- コムギと世界の料理君（『LaLaDX』2011年9月号）
- 親友がちょっとヤバい（『花丸漫画』Vol.3、2014年10月）
- これは不毛な恋（『COMICポラリス』2016年12月1日[30]） - 『推しが我が家にやってきた！』の読切版[8]。

### 書籍
記事が作成されている作品については、そちらを参照。
- 『アクセス』、白泉社〈花とゆめコミックススペシャル〉2012年、全2巻
  1. 2012年2月3日発売[31]、ISBN 978-4-592-19159-9
  2. 2012年11月5日発売[32]、ISBN 978-4-592-19800-0
- 『君といただきます』白泉社〈花とゆめコミックス〉、2013年2月5日発売[33]、ISBN 978-4-592-19149-0
- 『SSB -超青春姉弟s-』、フレックスコミックス〈ポラリスCOMICS〉2013年 - 2018年、全11巻
  - 『好きです、となりのお兄ちゃん。』、フレックスコミックス〈ポラリスCOMICS〉2018年 - 2024年、全6巻
- 『先輩！今から告ります！』、講談社〈講談社コミックスなかよし〉2017年 - 2019年、全5巻
  1. 2017年8月10日発売[34]、ISBN 978-4-06-393250-8
  2. 2018年2月13日発売[35]、ISBN 978-4-06-510909-0
  3. 2018年7月13日発売[36]、ISBN 978-4-06-512137-5
  4. 2018年12月13日発売[37]、ISBN 978-4-06-514007-9
  5. 2019年5月13日発売[4]、ISBN 978-4-06-515753-4
- 『カップルのイチャイチャっぽいの！』一迅社、2018年7月25日発売[38]、ISBN 978-4-7580-0992-8、Twitterで発表された作品の書籍化。
- 『推しが我が家にやってきた！』、フレックスコミックス〈ポラリスCOMICS〉2019年 - 、既刊12巻（2025年8月8日現在）
  1. 2019年6月14日発売[39]、ISBN 978-4-86675-066-8
  2. 2019年10月15日発売[40]、ISBN 978-4-86675-080-4
  3. 2020年8月6日発売[41]、ISBN 978-4-86675-117-7
  4. 2021年3月15日発売[42]、ISBN 978-4-86675-143-6
  5. 2021年9月15日発売[43]、ISBN 978-4-86675-167-2
  6. 2022年3月15日発売[44]、ISBN 978-4-86675-204-4
  7. 2022年9月15日発売[45]、ISBN 978-4-86675-242-6
  8. 2023年3月15日発売[46]、ISBN 978-4-86675-278-5
  9. 2023年9月15日発売[47]、ISBN 978-4-86675-312-6
  10. 2024年8月8日発売[48]、ISBN 978-4-86675-371-3
  11. 2025年2月14日発売[49]、ISBN 978-4-86675-412-3
  12. 2025年8月8日発売[50]、ISBN 978-4-86675-452-9
- 『不祥事アイドル』、白泉社〈花とゆめコミックススペシャル〉2020年 - 2021年、全5巻
  1. 2020年4月3日発売[51]、ISBN 978-4-592-22751-9
  2. 2020年9月4日発売[52]、ISBN 978-4-592-22752-6
  3. 2021年4月5日発売[53]、ISBN 978-4-592-22820-2
  4. 2021年9月3日発売[54]、ISBN 978-4-592-22839-4
  5. 2021年12月3日発売[55]、ISBN 978-4-592-22840-0
- 『描けるようになりたい！ なら読んでみて。 超かんたん！ しんもと流マンガキャラの描き方』、2022年11月30日発売[56]、ISBN 978-4-791-63141-4
- 『もっともっと 描けるようになりたい！なら読んでみて。しんもと流 マンガキャラ上達 BOOK』、2025年3月7日発売[57]、ISBN 978-4-791-63353-1

### その他
- 刀剣乱舞-ONLINE-アンソロジー 〜本陣〜（2018年2月1日発売[58]、KADOKAWA）口絵[58]
- 展覧会「マンガの画材〈アイシースクリーン〉展 -マンガ表現の相棒としての50年-」（2022年、明治大学米沢嘉博記念図書館現代マンガ図書館1階開催[59]） - アイシースクリーン50周年お祝いイラスト寄稿[59]

## 出演
- ハナコ書店（テレビ愛知系列、2022年1月8日放送[60]） - 初回ゲスト出演[60]